# Habitatge al carrer del Pont, 39-41 (Manlleu)
L'Habitatge al carrer del Pont, 39-41 és un edifici de Manlleu (Osona) inclòs a l'Inventari del Patrimoni Arquitectònic de Catalunya.

## Descripció
Es tracta d'un edifici de planta i dos pisos. La façana està formada per varies oberture, totes amb balcó amb baranes de forja molt treballada. Les dues obertura centrals s'agrupen en un mateix balcó amb una separació entre mig de ferro forjat. La façana està decorada amb esgrafiats que simulen carreus de pedra. Els brancals i llindes de les obertures són de pedra picada amb el canto arrodonit. Unes sanefes de ceràmica blanca i blava ressegueixen les obertures i forjats de les plantes pis i a banda i banda de cada obertura hi ha una representació d'uns gerros amb flors. La planta baixa ha estat modificada, però es conserven dues obertures originals, una amb arc rebaixat amb dovelles i brancals de pedra i l'altra amb brancals i llinda plana de pedra amb una inscripció.